# Cicadelle de l'aster
Macrosteles quadrilineatus
Espèce
Synonymes
- Cicadula quadrilineat Forbes, 1885[1]

La Cicadelle de l'aster (Macrosteles quadrilineatus) est une espèce de petits insectes hémiptères de la famille des Cicadellidae. Cet insecte est le principal vecteur d'un phytoplasme qui provoque la jaunisse de l'aster, maladie affectant de nombreuses espèces de plantes sauvages et cultivées.

## Distribution
- Amérique du Nord (Canada, États-Unis), Islande[2].

## Publication originale
- Forbes, 1885 : « Report of the State Entomologist on the noxious and beneficial insects of the state of Illinois », vol. 14.